# Orestes Ghibaudo
Padre Orestes Ghibaudo IMC (Turim, 31 de janeiro de 1918 — Brasília, 20 de janeiro de 2020), também conhecido como Ghibaudo Orestes, foi presbítero católico italiano radicado no Brasil. Era o membro vivo mais antigo dos Missionários da Consolata.

## Biografia
Nasceu Oreste Ghibaudo em Turim, Itália, filho de Maria Rivoira e Carlo Ghibaudo. Em 2 de outubro de 1943, professou no Instituto dos Missionários da Consolata e, em 31 de maio de 1947, foi ordenado presbítero.
Após sua ordenação sacerdotal, trabalhou durante cinco anos em diversas casas do Instituto da Consolata na Itália, exercendo atividades de assistente dos noviços, professor, capelão militar e ecônomo do seminário de Rovereto.
Chegou ao Brasil em 1951, onde trabalhou em Boa Vista, Roraima, onde participou da fundação da Escola Euclides da Cunha. No início de 1954, foi para Três de Maio, Rio Grande do Sul, onde permaneceu por mais de trinta anos, sendo diretor de escolas e coordenador na Faculdade de Administração de Empresas.
Adquiriu nacionalidade brasileira em 18 de fevereiro de 1963.
Em janeiro de 1987, foi para Brasília, onde continua até hoje. Atualmente, é diretor espiritual do Movimento Segue-me de Brasília, que ele ajudou a fundar, e vigário cooperador na Paróquia Nossa Senhora da Consolata, na Asa Norte, onde serve há 26 anos, dos quais os primeiros onze foram como pároco. Também é coordenador dos padres do Setor III e diretor espiritual dos vicentinos.
Em 31 de janeiro de 2018, padre Orestes completou 100 anos de idade. Quatro dias antes, a Paróquia Nossa Senhora Consolata prestou-lhe homenagem celebrando uma missa em ação de graças com a presença do presidente da CNBB, Dom Sérgio da Rocha, de Dom Valdir Mamede, bispo-auxiliar de Brasília, e do superior regional da Consolata no Brasil, padre Aquiléo Fiorentini, além do pároco, padre Lírio Girardi, demais missionários e missionárias da Consolata e paroquianos.
Faleceu em 20 de janeiro de 2020, Dia da Consolação, dias antes de seu 102º aniversário, logo após rezar o Terço. Esteve consciente até o último instante. Seu funeral reuniu centenas de pessoas, especialmente jovens, que durante toda a madrugada seguinte entoaram cantos festivos em sua memória. Numerosos sacerdotes, diáconos, religiosos, religiosas e fieis participaram da sua despedida, que foi presidida pelo Cardeal Sergio da Rocha.